# Dorfkirche Neukirchen (Reinsberg)

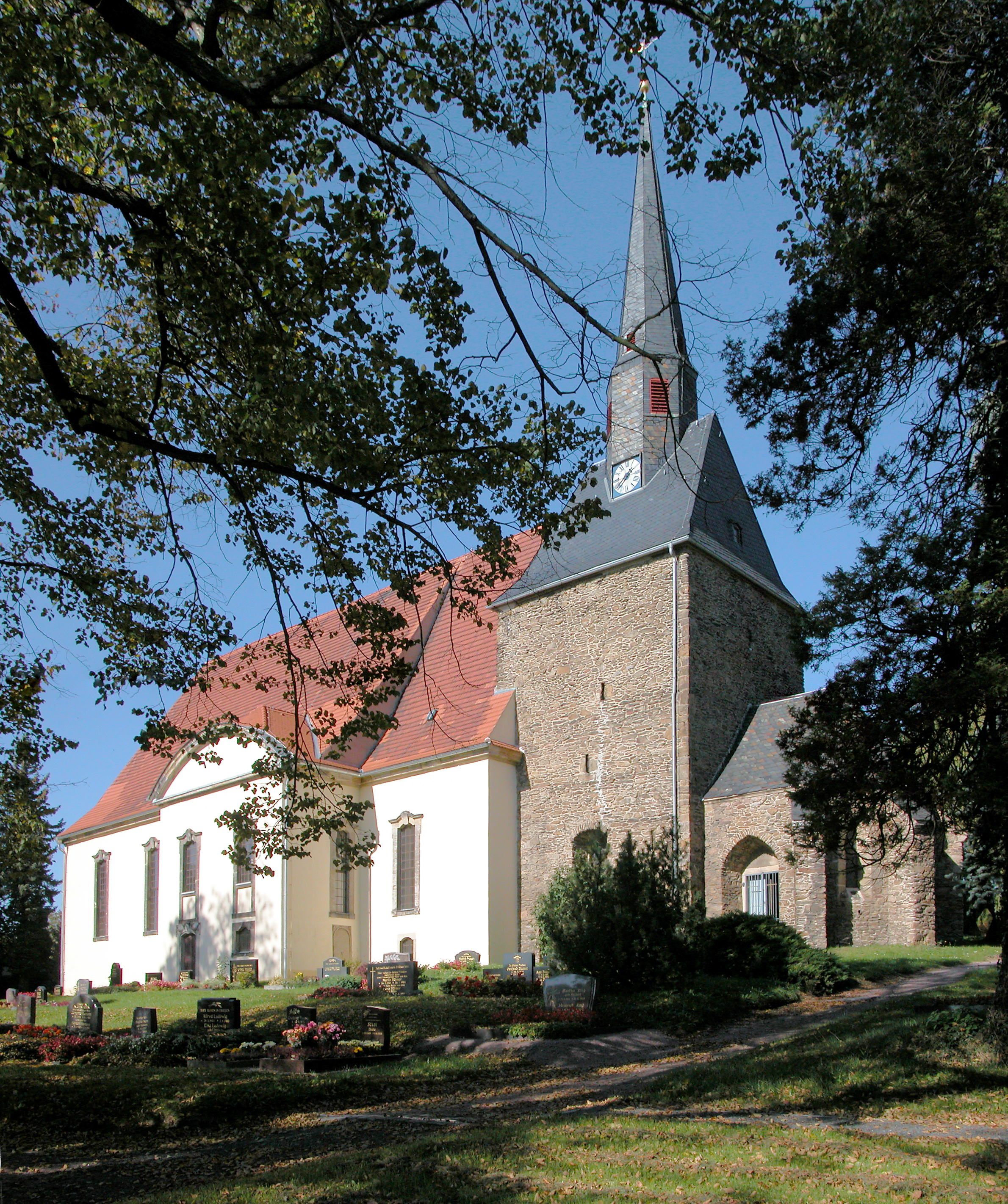
Dorfkirche Neukirchen (Reinsberg)

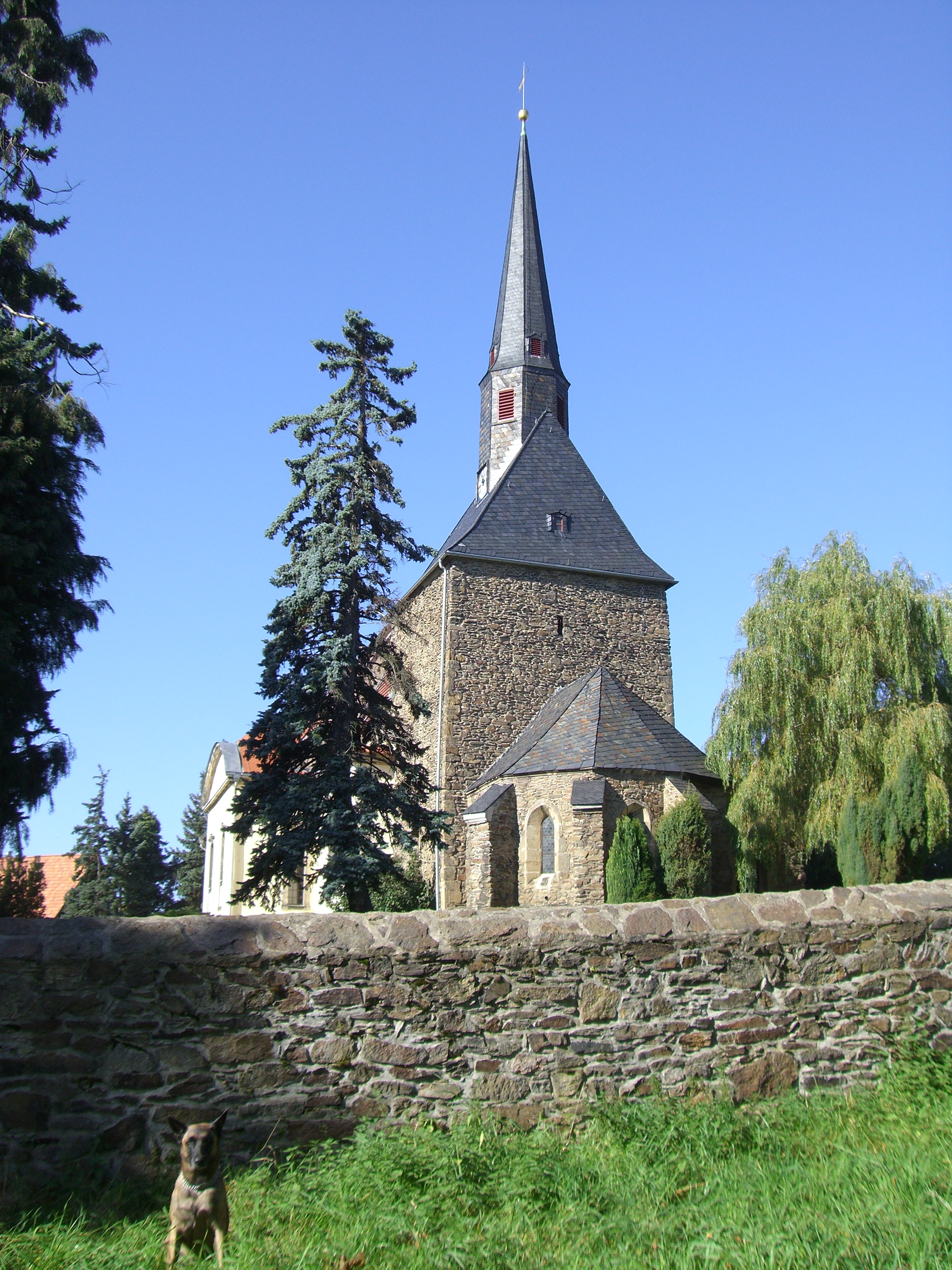
Ostansicht

Die evangelische Dorfkirche Neukirchen ist eine im Kern romanische, barock erneuerte Saalkirche im Ortsteil Neukirchen von Reinsberg im Landkreis Mittelsachsen in Sachsen. Sie gehört zum Kirchspiel Nossener Land im Kirchenbezirk Meißen der Evangelisch-Lutherischen Landeskirche Sachsens.

## Geschichte und Architektur
In den Jahren 1693–95 wurde westlich an den bestehenden romanischen Chorturm mit gotischem Fünfachtelschluss durch den Oberhofjägermeister Wolff Ditterich von Erdmannsdorff die ungewöhnlich stattliche Saalkirche mit eingezogenem Chor erbaut. Im Jahr 1737 folgten die südliche Sakristei und die Herrschaftsloge. Erneuerungen im Innern und der Fenster und Türen erfolgten in den Jahren 1740/1741. Das Chorpolygon wurde im Jahr 1890 zur Familiengruft derer von Wunderling ausgebaut, wobei die Scheidewand zwischen Chorpolygon und Turm eingezogen wurde. An der Westseite wurden durch Woldemar Kandler im Jahr 1892 die Orgelkammer und die Treppenhäuser vorgebaut. Restaurierungen wurden in den Jahren 1934/35, 1977–79 (Turm) und 1986–89 außen und innen vorgenommen. Das Bauwerk ist ein verputzter Bruchsteinbau mit steinsichtigem Chorturm und fünfseitiger Apsis mit Strebepfeilern. Der Chorturm ist mit einem steilen Walmdach mit spitzem Dachreiter gedeckt.
Der weite, helle Innenraum ist mit einer beachtenswerten Stuckdecke geschlossen, die im Jahr 1741 durch einen italienischen Stukkateur geschaffen wurde. Die geometrische Deckeneinteilung ist in fein ausgezogenem Stuck gearbeitet, der in den Akanthusranken nahezu freiplastisch gearbeitet ist. Das Innere ist von der einheitlich rötlich-grauen, ocker und schwarz gefassten Ausstattung geprägt. Emporen mit Tuchgehängen an den Brüstungen sind an drei Seiten eingebaut; die Orgelempore ist mit Balustern versehen. an der Südseite ist eine große zweigeschossige Herrschaftsloge mit palastartiger Fassadengestaltung eingebaut, die vom Wappen derer von Erdmannsdorff bekrönt ist; sie wird im Innern durch eine beachtenswerte Stuckdecke geschlossen. An der Brüstung des Pfarrstandes ist ein Gemälde mit einer Darstellung der Schlüsselübergabe an Petrus zu sehen.

## Ausstattung
Das Hauptstück der Ausstattung ist ein großer hölzerner Altar mit Säulenaufbau und Segmentbogengiebel über einem kräftigen Gesims; seitlich sind Vasen angeordnet. Das Altargemälde zeigt Christus am Ölberg, gerahmt von den arma Christi. Die reich geschnitzte Kanzel mit der Jahreszahl 1741 zeigt an der Brüstung des Aufgangs und am achtseitigen Korb üppige Tuchgehänge mit Bibelsprüchen; ebenso auf dem von einer gemalten Draperie hinterfangenen Schalldeckel. Ebenfalls reich dekoriert ist die kelchförmige Sandsteintaufe vom Ende des 17. Jahrhunderts, die 1740 teilweise erneuert wurde.
Der prächtige fünfteilige Orgelprospekt zeigt ein Monogramm des Stifters Kurfürst Johann Georg IV. sowie Rauten und Kurschwerter-Wappen mit seitlichen Anschwüngen im Knorpelstil aus dem Jahr 1694. Das Werk stammt von Eule Orgelbau aus dem Jahr 1899 mit 21 Registern auf zwei Manualen und Pedal.
An der Nordseite ist vor einer gemalten Draperie ein aufwendiges Trophäen-Epitaph aus Holz für Bernhard Joachim von Mörner († 1741) und seine Frau Christa Elisabeth geb. von Trützschler gesetzt. Auf einem sarkophagartigen Unterbau mit Allianzwappen sitzen die geschnitzten Figuren eines Feldherrn und eines Chronos vor einer Inschrifttafel.
An der östlichen Chorwand sind 18 gemalte Holztafeln mit Szenen aus dem Alten und dem Neuen Testament angebracht, die Reste einer Emporenbemalung bilden und aus dem dritten Viertel des 16. Jahrhunderts stammen.
Im gotischen Chorpolygon ist ein Gratgewölbe eingezogen, auf dessen Kappen großfigurig in radialer Anordnung Christus und die zwölf Apostel in stoffreichen Gewändern dargestellt sind; eine beachtenswerte, vermutlich um 1400 entstandene Malerei des Weichen Stils, die 1889 von Isidor Robert Krausse erneuert wurde. In der alten Sakristei neben der Apsis befindet sich die Gruft derer von Mörner, mit einem Engel mit Inschriftkartuschen von 1741 auf dem Grabstein.